# Hans sista bragd
Hans sista bragd (engelska: His Last Bow) är en av Sir Arthur Conan Doyles 56 noveller om detektiven Sherlock Holmes. Novellen publicerades första gången 1917 och återfinns i novellsamlingen His Last Bow. Novellen är ovanlig så till vida att den är berättad i tredje person och inte - som vanligen är fallet med Holmes-noveller - berättad av Doktor Watson.